# Obama nungara
Obama nungaraは、リクウズムシ科に属するウズムシの一種。

## 解説
70㎜。はちみつ色に近い色をしており、細長いほか、暗褐色から黒色の斑点と斑点で覆われており、短く不規則な縦縞に集まっており、明るい茶色から暗褐色の大理石のような外観になっている。黄色い中央線も入っている。
ブラジル最南端の2つの州、サンタカタリーナ州とリオグランデ・ド・スル州に生息。ヨーロッパの南米原産のヌンガラ。2008年以来、ガーンジー、イギリス、フランス、スペイン、イタリア、そして最近ではベルギー、オランダとスロバキアを含むヨーロッパのいくつかの地域で見つかっている。2022年に発表された論文では、アフリカ沖のフランスのラ レユニオン島で記録されている。2020年以来ラ レユニオンにすでに存在していた可能性が高いと考えられていた。